# Diobelonella palustris
Diobelonella palustris (Syn.: Dichodontium palustre, Dicranella palustris, deutsch: Sparriges Kleingabelzahnmoos) ist eine Laubmoos-Art aus der Familie Aongstroemiaceae und die einzige Art ihrer Gattung Diobelonella. Es wurde von der Bryologisch-lichenologischen Arbeitsgemeinschaft für Mitteleuropa zum Moos des Jahres 2022 erklärt.

## Merkmale
Das Moos bildet weiche, gelblichgrüne bis grüne, leicht zerfallende, bis 10 Zentimeter große Rasen. Die sparrig zurückgebogenen Blätter sind aus der aufrechten, breit-scheidigen Basis in eine stumpfe Spitze verschmälert, flach- und ganzrandig mit oft krenulierter Blattspitze, haben eine dünne, vor der Blattspitze endende Rippe und verlängert-rechteckige Blattzellen. Die rote Seta ist bis 3 Zentimeter lang, die Sporenkapsel hochrückig-eiförmig und geneigt. Die Art ist diözisch. Oft werden Rhizoidgemmen gebildet.

## Standortansprüche und Verbreitung
Die Art ist kalkmeidend und wächst an kalten Standorten in Quellfluren, quelligen Flachmooren oder an Bach- und Grabenrändern. Sie ist auf der Nordhalbkugel verbreitet. In Mitteleuropa ist sie vor allem in den Alpen und den höheren Mittelgebirgen zu finden, jedoch nur sehr selten im Flachland.

## Systematik
Von A. J. E. Smith (2004) wurde die früher als Dicranella palustris bezeichnete Art in die Gattung Dichodontium (als Dichodontium palustre) eingegliedert. Der Systematik von Stech & Frey folgend wird die Art als einzige in die neugeschaffene Gattung Diobelonella gestellt.